# Stefano Prandi
Stefano Prandi (Ferrara, 28 luglio 1961) è un filologo e critico letterario italiano.

## Biografia
Si è formato all'Università degli Studi di Bologna con Ezio Raimondi. Dopo aver insegnato alcuni anni nelle scuole secondarie superiori, nel 1996 è divenuto ricercatore presso l’Università degli Studi del Piemonte Orientale Amedeo Avogadro. Nel 2001 ottiene la Cattedra di Letteratura italiana all’Università di Berna come professore ordinario e dal 2017 è Direttore dell'Istituto di Studi italiani presso l'Università della Svizzera Italiana.
Dal 2011 al 2018 è stato Condirettore (con Bruno Moretti) della collana "Studi e Testi di Letteratura e Linguistica. Istituto di Italiano dell’Università di Berna", edita da Pacini di Pisa. Dal 2013 al 2016 ha fatto parte della Commissione di esperti e della Commissione per le borse letterarie (letteratura italiana) di Pro Helvetia. Dal 2007 è co-direttore della collana "Memoria del Tempo" (Ed. Longo di Ravenna) e membro del comitato di redazione delle collane "Biblioteca" e "Officina" dell'Istituto di studi italiani di Lugano (ed. Olschki).
Ha pubblicato di numerosi saggi sulla letteratura medievale, su quella umanistica e rinascimentale e sulla poesia del Novecento, nonché testi per le scuole, tra cui alcune storie letterarie. 
Per quanto riguarda la letteratura medievale, ha svolto le sue ricerche soprattutto su Dante Alighieri, con una monografia, la cura di tre volumi miscellanei, un'edizione integrale commentata della Divina Commedia e numerosi contributi su riviste. 
Per la letteratura umanistica e rinascimentale ha lavorato su Jacopo Sannazaro, Ludovico Ariosto, Baldassarre Castiglione, Giovanni Della Casa, Torquato Tasso, sulla cultura nobiliare del XVI secolo e sul dialogo letterario. Ha inoltre dedicato vari studi alla trattatistica rinascimentale sulla cortesia e sull'onore indagando anche il rapporto tra letteratura e religione a partire dall'epoca umanistica e analizzando figure come Antonio Brucioli, Ortensio Lando, Olimpia Morata e Celio Secondo Curione.
Si è occupato anche di letteratura ottocentesca, in particolare con saggi sui Promessi sposi di Alessandro Manzoni e su Le avventure di Pinocchio di Carlo Collodi.
Un ulteriore ambito dei suoi studi riguarda la poesia novecentesca, con edizioni e saggi su Alfonso Gatto, Luciano Erba, Vittorio Sereni e Bartolo Cattafi.

## Opere

### Monografie e saggi
- Il cortegiano ferrarese: i Discorsi di Annibale Romei e la cultura nobiliare nel Cinquecento (Firenze, Olschki, 1990), ISBN 978-88-222-3793-4
- Il diletto legno: aridità e fioritura mistica nella Commedia (Firenze, Olschki, 1994), ISBN 978-88-222-4174-0
- Scritture al crocevia: il dialogo letterario nei secoli XV e XVI (Vercelli, Mercurio, 1999), ISBN 978-88-869-6010-6
- Da un intervallo del buio: l'esperienza poetica di Bartolo Cattafi (Lecce, Manni, 2007), ISBN 978-88-817-6916-2
- Quasi ombra e figura de la verità. Pensiero e poesia in Torquato Tasso (Roma/Padova, Antenore, 2014), ISBN 978-88-845-5685-1

### Edizioni e commenti
- Dante Alighieri, La Divina Commedia (Brescia, La Scuola, 2005, con Riccardo Merlante), ISBN 978-88-350-2095-0.
- Giovanni Della Casa, Galateo (Torino, Einaudi, 2000), ISBN 978-88-062-3206-1.
- Jacopo Sannazaro, De partu Virginis (Torino, Loescher, 2018), ISBN 978-88-222-3615-9.
- Torquato Tasso, Il Forno overo della nobiltà (Firenze, Le Lettere, 1999), ISBN 978-88-716-6449-1.
- Celio Secondo Curione, Pasquillus extaticus e  Pasquino in estasi, (Firenze, Olschki, 2018, con Giovanna Cordibella), ISBN 978-88-222-6419-0.

### Edizioni scolastiche e storie letterarie
- L'altro viaggio. Antologia della Divina Commedia (con Riccardo Merlante), Brescia, La Scuola, 1998, ISBN 978-88-350-1992-3.
- La vita immaginata. Storia e testi della letteratura italiana, 7 voll., Milano, Mondadori Scuola, 2019, ISBN 978-88-2477-656-1.
- Il mondo nelle parole. Storia e testi della letteratura italiana, 5 voll., Milano, Mondadori Scuola, 2020, ISBN 978-88-2479-123-6.
- Lo specchio della pagina: noi, i testi e la storia letteraria, 7 voll., Milano, A. Mondadori scuola, 2022, ISBN 979-12-2040-329-0.
- Le strade del testo: letteratura ed esperienza del mondo, 4 voll., Milano, Mondadori scuola, 2023, ISBN 979-12-2040-865-3.